# The Hunting Ground
The Hunting Ground é um documentário estadunidense de 2015 que trata sobre agressão sexual em universidades dos Estados Unidos. Escrito e dirigido por Kirby Dick e produzido por Amy Ziering, foi apresentado originalmente no Festival Sundance de Cinema em 23 de janeiro de 2015.

## Elenco
- Andrea Pino
- Annie E. Clark